# Miss Pigalle
Pour plus de détails, voir Fiche technique et Distribution.
Miss Pigalle est une Comédie dramatique française réalisée en 1957 par Maurice Cam et sortie en 1958.

## Fiche technique
Source : IMDb
- Réalisateur : Maurice Cam, assisté de Yannick Andréi
- Scénario : Amédée  et Gloria Phillips
- Musique du film : Daniel White
- Photographie : Arthur Raimondo
- Montage : Paulette Robert
- Société de production : Gimeno Phillips Films
- Production : Alphonse Gimeno	et Gloria Phillips
- Format :  couleur - 2,35:1 - 35 mm - son mono
- Pays de production :  France
- Genre : Comédie dramatique
- Durée : 85 minutes (1h25)
- Date de sortie :	
  - France  : 25 juillet 1958

## Distribution
- Barbara Laage : Yvonne dite "Miss Pigalle", une belle jeune femme dont s'éprend un attaché d'ambassade
- Paul Cambo : Carlos, un brillant attaché d'ambassade qui s'éprend de "Miss Pigalle"
- Dora Doll : Pascaline
- Jean Tissier : l'Ambassadeur de Catharie
- Lisette Lebon : Élisabeth
- Amédée : le secrétaire
- Paul Azaïs
- Daniel Ceccaldi : Dominique
- Daniel Cauchy : Clo-Clo
- Los Alcalpalcos : Eux-mêmes
- Les Dandys Brothers : Eux-mêmes
- Annie Fratellini : la chanteuse
- Florence Arnaud
- Bernard Charlan
- Georges Galley : Joseph
- Mona Goya
- Harry-Max
- Claude Ivry
- Pierre Mirat
- René Novan
- Marcel Portier
- Roland Rodier
- Albert Rémy
- André Vargas
- Renée Vernes
- Sacha Briquet